# ماکسیمیلیان هکر

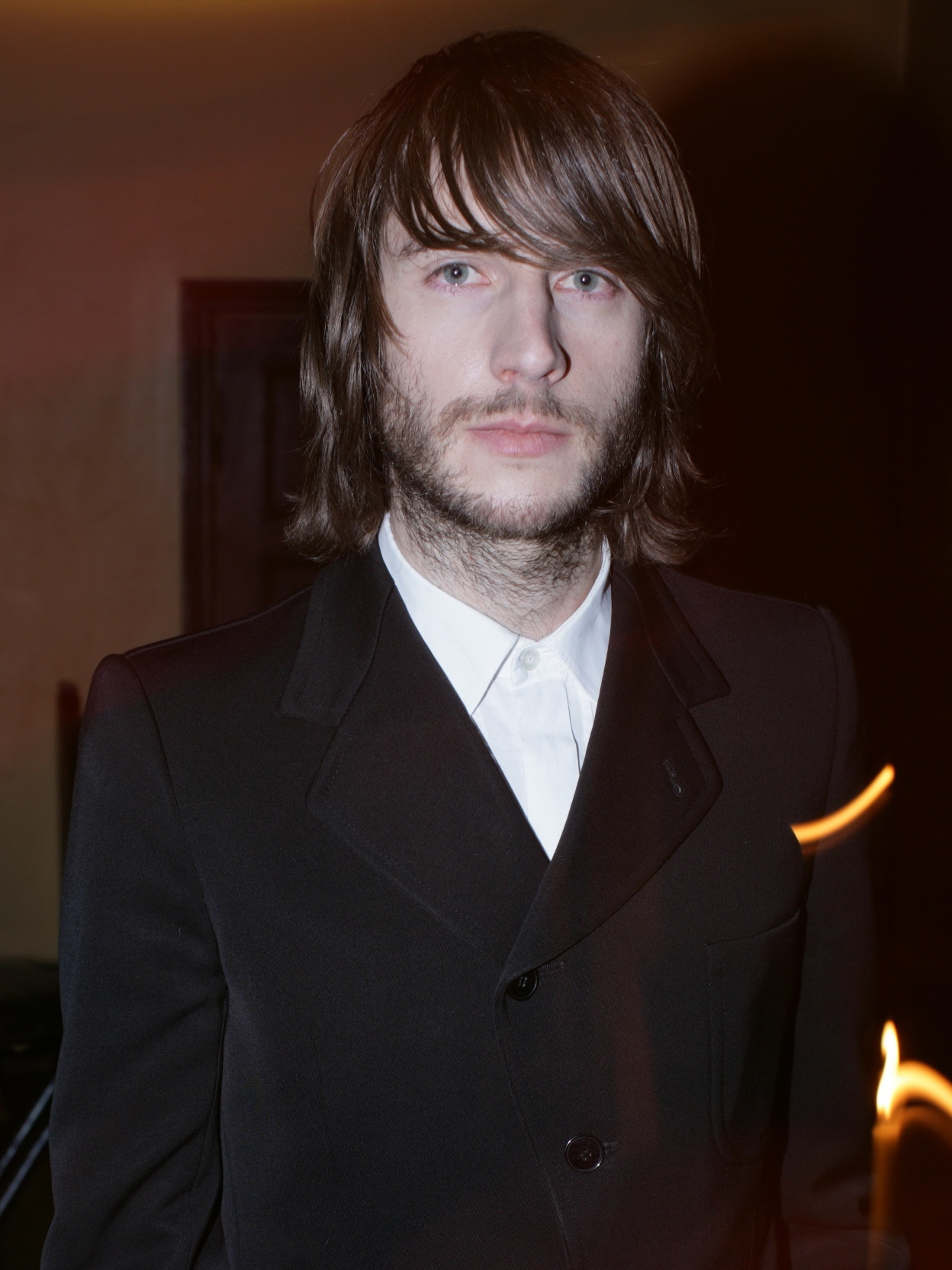

مکسیمیلیان هِکِر (به آلمانی: Maximilian Hecker) (متولد ۲۶ ژوئیه ۱۹۷۷ در هایدنهایم آن در برنتس) یک موسیقیدان آلمانی از برلین است که همانند رادیوهد، سیگور رز، تام بکستر و نیک دریک با آهنگ‌های دریم پاپ یا پاپ روحانی شناخته می‌شود. او آهنگ‌های خود را به‌عنوان «سرودهای پاپ میناچولی» توصیف می‌کند.
هکر در بادن وورتمبرگ و نوردراین وستفالن بزرگ شد. او نواختن پیانو، درام و گیتار را در Freiherr-vom-Stein-Gymnasium در بیونده در سال ۱۹۹۷ آموخت. اون سرویس جایگزین شهروندی‌اش را در مونیخ به‌پایان رساند و کارش را به عنوان پرستار کارآموز، در بیمارستان چاریته در برلین در سال ۱۹۹۹ شروع کرد.

## حرفه
به غیر از فعالیت‌های خود را به عنوان یک پرستار کارآموز، هکر کارش را در موسیقی با انجام اجراهای خیابانی در منطقهٔ هکسچر در برلین میته ادامه داد. درنهایت او با صحنهٔ موسیقی و فرهنگ برلین ارتباط برقرار کرد و در سال ۲۰۰۰ دموی آهنگش با عنوان «باد سرد درحالِ وزیدن» که برای فیلم «آلاسکا» به کارگردانی استر گرون‌بورن بود، منتشر کرد. کمی پس از آن، کمپانی کیتی یو، این آهنگ را منتشر کرد.

## دیسکوگرافی
آلبوم‌ها:
- ۲۰۰۱ - آهنگ‌های عاشقانهٔ بی‌نهایت (CD / LP) - کیتی یو
- ۲۰۰۳ - رز (CD / LP) - کیتی یو
- ۲۰۰۵ - بانوی خواب (CD / LP) - کیتی یو
- ۲۰۰۶ - من یک باکره خواهم بود، من یک کوه خواهم بود (CD / LP) - ضبط وی‌دو
- ۲۰۰۷ - زمانی که بودم (CD) - موسیقی پاستل / ضبط آوانت گاردن
- ۲۰۰۷ - من در حال سقوط در حال حاضر (CD) - ضبط پاکت پی سی
- ۲۰۰۷ - جلسات رادیویی زنده (دیجیتال) - کیتی یو
- ۲۰۰۹ - یک روز (CD / LP) - ضبط لوئیزویل
- ۲۰۱۰ - من فقط احساسم، نه انسان، نه پسر، و هیچوقت پسر نخواهم بود (CD / LP) - ضبط بلو سولجر
- ۲۰۱۰ - دموهای مورد علاقه (دیجیتال) - ضبط بلو سولجر
- ۲۰۱۰ - ریز و غیررسمی (دیجیتال) - ضبط بلو سولجر
- ۲۰۱۲ - سراب سعادت (CD) - ضبط بلو سولجر
- ۲۰۱۵ - صحنه‌های طلسم شده از درمان من (CD) - موسیقی آیت دِ بیت
- ۲۰۱۶ - بهترین از مکسیمیلیان هکر (دیجیتال) - موسیقی آیت دِ بیت
- ۲۰۱۸ - آهنگ‌های عشق وحشتناک (دیجیتال) - ضبط بلو سولجر

تک آهنگ‌ها:
- ۲۰۰۱ - آهنگ‌های عاشقانهٔ بی‌نهایت (CDM) - کیتی یو
- ۲۰۰۱ - پلیستر (CDM) - کیتی یو
- ۲۰۰۳ - احمق (CDM) - کیتی یو
- ۲۰۰۳ - نورِ روز (CDM) - کیتی یو
- ۲۰۰۴ - کمکم کن (CDM) - کیتی یو
- ۲۰۰۶ - لیلی احمق، خرگوش مضحک (CDM) - ضبط وی‌دو
- ۲۰۰۹ - بدبختی (دیجیتال) - سوابق لوئیزویل
- ۲۰۰۹ - فضایی که در آن هستید (دیجیتال) - ضبط لوئیزویل
- ۲۰۱۲ - تمام شد، عزیزِ آبی (دیجیتال) - ضبط بلو سولجر
- ۲۰۱۲ - محل سکونت عشق (دیجیتال) - ضبط بلو سولجر
- ۲۰۱۲ - زباله‌های تابستانی (دیجیتال) - ضبط بلو سولجر
- ۲۰۱۴ - به لیو ون، خانه مقابل، ۳ صبح (دیجیتال) - موسیقی آیت دِ بیت
- ۲۰۱۵ - کاستورپ (دیجیتال) - موسیقی آیت دِ بیت
- ۲۰۱۵ - بدبختی گانگنام (دیجیتال) - موسیقی آیت دِ بیت
- ۲۰۱۶ - هنگیزدرف (دیجیتال) - موسیقی آیت دِ بیت
- ۲۰۱۶ - پارک باتری (دیجیتال) - موسیقی آیت دِ بیت
- ۲۰۱۸ - عشق وحشتناک من (دیجیتال) - ضبط بلو سولجر
- ۲۰۱۸ - بهشت در زمین (دیجیتال) - ضبط بلو سولجر
- ۲۰۱۸ - در اقیانوس (دیجیتال) - ضبط بلو سولجر

## ویدئوگرافی
- ۲۰۰۱ - آهنگ‌های عاشقانهٔ بی‌نهایت (مگنوس وینتر)
- ۲۰۰۱ - پلی استر (جانا اوبردرورفر)
- ۲۰۰۳ - احمق (میریام یونگ مین استین)
- ۲۰۰۳ - نور روز (میریام یونگ مین استین)
- ۲۰۰۴ - کمکم کن (لیزا لاونیلا و هنری تانی)
- ۲۰۰۶ - لیلی احمق، خرگوش مضحک (کریستوفر وسر)
- ۲۰۰۹ - فضایی که در آن هستید (تیل اوبالدن)
- ۲۰۱۰ - نانا (تیل اوبالدن)
- ۲۰۱۰ - کودک هیچ‌کس (نافلیکس)
- ۲۰۱۰ - تنها عاشق چشم‌هایم شو (کن تونیو یاماموتو و دانیلا هایتزلر)
- ۲۰۱۲ - محل سکونت عشق (سانجا گاتزچرا و لیف هنریک اوستوف)
- ۲۰۱۴ - به لیو ون، خانه مقابل، ۳ صبح (د سارز آف یانگ ورتر)
- ۲۰۱۵ - کاستروپ (د سارز آف یانگ ورتر)
- ۲۰۱۵ - بدبختی‌های گانگنام (د سارز آف یانگ ورتر)
- ۲۰۱۶ - هنیگسدروف (د سارز آف یانگ ورتر)
- ۲۰۱۶ - پارک باتری (د سارز آف یانگ ورتر)
- ۲۰۱۸ - عشق وحشتناک من (جولیا گوید)
- ۲۰۱۸ - بهشت در زمین (د سارز آف یانگ ورتر)
- ۲۰۱۸ - در اقیانوس (د سارز آف یانگ ورتر)

## آهنگسازی برای هنرمندان دیگر
- ۲۰۰۸ - فضایی که شما در آن هستید (موسیقی و شعر) - هنرمند: وی روکسان، آلبوم: La Dolce Vita
- ۲۰۰۹ - خانم زیرآبی (موسیقی و اشعار) - هنرمند: فیت یانگ، آلبوم: Self-Selected
- ۲۰۱۰ - کان زای (موسیقی) - هنرمند: وی روکسان، آلبوم: Graceful Porcupine
- ۲۰۱۹ - گل (موسیقی و اشعار انگلیسی) - هنرمند: لئو (VIXX)، آلبوم: MUSE

## کتابشناسی
- ۲۰۱۲ - ظهور و سقوط ماکزیملیان هاکر. Schwarzkopf & Schwarzkopf, Berlin 2012. شابک ‎۹۷۸−۳−۸۶۲۶۵−۱۷۶−۴